# Conopsis acuta
Espèce
Synonymes
- Ogmius varians Cope, 1870
- Ogmius acutus Cope in Ferrari-Perez, 1886
- Conopsis lineata wetmorei Smith, 1943

Statut de conservation UICN

 LC  : Préoccupation mineure
Conopsis acuta est une espèce de serpents de la famille des Colubridae.

## Répartition
Cette espèce est endémique du sud du Mexique. Elle se rencontre dans les États d'Oaxaca, Puebla et Veracruz, entre 1 800 et 2 600 m d'altitude.

## Description
Conopsis acuta mesure entre 100 et 225 mm.

## Publication originale
- Cope, 1886 in Ferrari-Perez, 1886 : Catalogue of animals collected by the geographical and exploring commission of the Republic of Mexico - Part III Reptiles and Amphibians. Proceedings of the United States National Museum, vol. 9, p. 182-199 (texte intégral).